# Artern
Artern is een gemeente in de Duitse deelstaat Thüringen, en maakt deel uit van de Kyffhäuserkreis. De plaats telde 6.551 inwoners op 31 december 2023. De gemeente omvat naast de stad Artern ook de dorpen Schönfeld en Kachstedt.

## Geboren in Artern
- Otto Nitze (1924) componist, muziekpedagoog en dirigent
- Johanna Schaller (1952), atlete

Abtsbessingen · An der Schmücke · Artern · Bad Frankenhausen/Kyffhäuser · Bellstedt · Borxleben · Clingen · Ebeleben · Etzleben · Freienbessingen · Gehofen · Greußen · Helbedündorf · Holzsußra · Kalbsrieth · Kyffhäuserland · Mönchpfiffel-Nikolausrieth · Niederbösa · Oberbösa · Oberheldrungen · Reinsdorf · Rockstedt · Roßleben-Wiehe · Sondershausen · Thüringenhausen · Topfstedt · Trebra · Wasserthaleben · Westgreußen